# デスバレー (研究開発)
デスバレー（valley of death　死の谷）とは、研究戦略、技術経営、プロジェクトマネジメント等において、研究開発が、次の段階に発展しない状況やその難関・障壁となっている事柄全般を指す用語である。具体的には、基礎研究が応用研究に、また、研究開発の結果が事業化に活かせない状況あるいはその難関・障壁を指す用語である。
日本語の文献では「死の谷」と書かれることもある。デスバレーの名は、デスヴァレー (カリフォルニア州) に因む。
デスバレーという用語は、もともとは、「技術開発が資金調達の問題から実用化に至らない状態」のみを指す用語であったが、最近では、資金的なリソース以外の様々なリソースの不足や法律、制度等の外的要因なども含めて、基礎研究が応用研究に、または研究開発の結果が事業化に活かせない状態あるいはその原因全般を指すようになりつつある。
同義あるいは近い意味の言葉として、「魔の川」「ダーウィンの海」という言葉もある。
特に技術経営の分野では、研究開発と事業化までの難関・障壁を、研究開発のフェーズによって
- 「魔の川」：基礎研究から応用研究までの間の難関・障壁
- 「デスバレー（死の谷）」：応用研究からニュービジネスあるいは、製品化（パイロットライン）までの間の難関・障壁
- 「ダーウィンの海」：ニュービジネスあるいは、製品化（パイロットライン）から、事業化までの間の難関・障壁

のように分類しているが、これらすべてを総称して「デスバレー」ということもある。